# Fattore di crescita dell'epidermide
Il fattore di crescita dell'epidermide (EGF, in inglese Epidermal growth factor) è un fattore di crescita che svolge un ruolo importante nel regolare la crescita, la proliferazione e la differenziazione cellulari, legandosi al suo recettore EGFR. L'EGF umano è una proteina di 6045 dalton, composta da 53 residui amminoacidi e tre ponti disolfuro intramolecolari.

## Storia
La scoperta di EGF fece ottenere a Stanley Cohen il Premio Nobel per la Medicina e la Fisiologia nel 1986. e fu brevettato per uso cosmetico da Greg Brown nel 1989

## Funzione
Il fattore di crescita dell'epidermide ha come risultato la proliferazione, la differenziazione e la sopravvivenza delle cellule.  È presente in piastrine, macrofagi, urina, saliva, latte, plasma.

## Meccanismo di trasduzione

Schema che mostra i componenti chiave della via MAPK/ERK. Nel grafico, "P" rappresenta il gruppo fosfato. Si noti l'EGF in alto.

Il fattore di crescita dell'epidermide agisce legandosi con alta affinità al recettore del fattore di crescita dell'epidermide (EGFR) sulla membrana cellulare e stimolando l'attività tirosin chinasica intrinseca del recettore. L'attività della tirosin chinasi avvia subito dopo una cascata di trasduzione del segnale che ha come risultato tutta una serie di cambiamenti biochimici nella cellula: un aumento nei livelli di calcio intracellulari, un incremento nella glicolisi e nella sintesi proteica. Questo, unito ad un aumento dell'espressione di alcuni geni, tra cui il gene che codifica per EGFR, conduce infine alla replicazione del DNA e quindi alla proliferazione cellulare.

## Famiglia EGF
Il fattore di crescita dell'epidermide è il capostipite della famiglia di proteine EGF. Tutti i fattori di crescita appartenenti a questa famiglia di proteine hanno caratteristiche strutturali e funzionali molto simili. Oltre allo stesso EGF, alcuni tra gli altri membri della famiglia sono:
- Fattore di crescita EGF-simile legante l’eparina (HB-EGF)
- Fattore di crescita trasformante alfa (TGF-α)
- Anfiregulina (AR)
- Epiregulina (EPR)
- Epigenina
- Betacellulina (BTC)
- neuregulina-1 (NRG1)
- neuregulina-2 (NRG2)
- neuregulina-3 (NRG3)
- neuregulina-4 (NRG4)

Essi contengono la sequenza conservata di amminoacidi:
CX7CX4-5CX10-13CXCX8GXRC
in cui X rappresenta un qualsiasi amminoacido.
Questa sequenza contiene 6 residui di cisteina che formano tre ponti disolfuro intramolecolari. La formazione di tali legami genera tre anelli strutturali che sono essenziali per l'alta affinità di legame tra i membri della famiglia EGF e i loro recettori cellulari.

## Terapia
Poiché l'iperespressione di EGF è un momento fondamentale per l'innesco e lo sviluppo di alcune neoplasie, la sua inibizione può in qualche modo interrompere la carcinogenesi. A questo scopo, sono state sviluppate alcune terapie basate su farmaci biotecnologici e anticorpi monoclonali; alcuni di questi ultimi sono diretti verso il recettore del fattore di crescita dell'epidermide, portando alla sua inattivazione e conseguente inibizione della proliferazione cellulare.

## Interazioni
Si è scoperto che il fattore di crescita epidermale interagisce con il recettore del fattore di crescita dell'epidermide e con PIK3R2.